# Učur
Učur (rusky Учур, jakutsky Учур) je řeka v Chabarovském kraji a v Jakutské republice v Rusku. Je dlouhá 812 km. Plocha povodí měří 113 000 km².

## Průběh toku
Pramení na východním konci Stanového hřbetu a teče po východním okraji Aldanské planiny. Ústí do Aldanu (povodí Leny).

### Přítoky
- zleva – Ujan, Tyrkan, Gonam, Gynym

## Vodní režim
Zdrojem vody jsou převážně dešťové srážky. Průměrný roční průtok vody činí 1 345 m³/s, maximální ve vzdálenosti 154 km od ústí dosahuje 21 600 m³/s a minimální 40 m³/s. Zamrzá na dolním toku v listopadu a rozmrzá v květnu. V místech vývěru termálních pramenů zůstávají po celou zimu nezamrzlá místa. Nejvyšších vodních stavů dosahuje od května do září.

## Vodní díla
Na řece leží dvě přehrady:
- Středněučurská hydroelektrárna o výkonu 3 330 MW s průměrnou roční výrobou 14,98 TWh. Její přehradní hráz má výšku 180 m.
- Nižněučurská hydroelektrárna o výkonu 365 MW s průměrnou roční výrobou 2,19 TWh. Jde o vyrovnávací přehradu k výše uvedené.

Obě díla jsou součástí Jihojakutského hydroenergetického komplexu.